# Campeonato Panamericano de Béisbol Sub-12 de 2000
El Campeonato Panamericano de Béisbol Sub-12 de 2000 con categoría Infantil AA, se disputó en Los Teques, Venezuela del 8 al 17 de septiembre en el año . El oro se lo llevó Venezuela por quinta vez el máximo Anotador fue Frank Mendez

## Equipos participantes
- Brasil
- Colombia
- Ecuador
- Estados Unidos
- México
- Perú
- Puerto Rico
- República Dominicana
- Venezuela

## Resultados
| Posición | Selección            |
| -------- | -------------------- |
|          | Venezuela            |
|          | Brasil               |
|          | México               |
| 4°       | Colombia             |
| 5°       | Perú                 |
| 6°       | Ecuador              |
| 7°       | Puerto Rico          |
| 8°       | República Dominicana |
| 9°       | Estados Unidos       |